# Tandíj
A tandíj az a pénzösszeg, amit a tanintézet a diákoktól szed be. A befolyó pénzt az oktatási intézet az állami támogatás kiegészítéseként a tanárok fizetésére és a taneszközök fenntartására fordítja.
A legtöbb diák magasabb tandíjat fizet, mint a megtakarított pénze, ezért más forrásokból kell finanszíroznia a tanulást és a megélhetését a tanulmányok ideje alatt. Erre több lehetőség van:
- Ösztöndíj (angolul grant, scholarship)
- Szülői támogatás
- Hitel

## Története
A középkori Európában az egyetemek a katolikus egyházhoz tartoztak. Miután ezek leginkább vallásoktatással foglalkoztak, nem volt szükségük arra, hogy tandíjat szedjenek a diákoktól. A helyzetük nagyban hasonlított a mai céges egyetemekre és katonai akadémiákra. Később a protestáns országokban és Oroszországban az egyetemek legfőbb feladata a köztisztviselők oktatása volt. Az államnak ekkor sem volt érdeke tandíjat fizettetni, mert ez csak csökkentette volna a közalkalmazottak minőségét. Másrészről viszont hiába volt az oktatás ingyenes, a szegényebb néprétegek nem bírták finanszírozni a diák megélhetését a tanulmány ideje alatt. Ez alacsonyan tartotta az alsóbb néprétegekből kikerülő közalkalmazottak számát. Már a XIX. század közepe táján elhangzottak követelések arra, hogy korlátozzák a középosztályból származó diákok számát. Hasonló a helyzet ma sok harmadik világbeli országban, ahol az „ingyenes” oktatás költségei (könyvek, egyenruha) olyan magasak, hogy a legtöbb gyermek még általános iskolába sem tud járni.
A II. világháború után a magasabb életszínvonal és az ingyenes egyetemi képzés sok országban elősegítette, hogy nagy számú munkásosztálybeli fiatal szerezzen diplomát. Ez az oktatás inflációjához és a középosztály növekedéséhez vezetett. Azokban az országokban, ahol tandíjat szedtek, hasonló fejlődést figyelhettünk meg a különböző állami és magánösztöndíjak hatására. Lehetséges, hogy az angol társadalomra jellemző nagyobb osztálykülönbség arra vezethető vissza, hogy ott a felsőoktatás kevésbé vált elterjedtté, mint Európa más országaiban.
A tandíj érdekes kérdést vet fel a szegények és gazdagok megoszlásában. Közismert, hogy a magas tandíj csökkenti a felsőoktatásban résztvevők számát. Ez a hátrány kevésbé jelentkezik a jó pénzügyi helyzetben lévő családokban. A gazdagabb családok gyermekei jobb oktatást képesek megfizetni.
Jól kimutatható, hogy a tanulmányokkal eltöltött évek száma az egyik legfőbb meghatározója az elérhető jövedelemnek.
Azokban az országokban is, ahol a tandíj az átlag alatt van, az irány a jelentős tandíjnövekedés. Például Kanadában a tandíj több mint kétszeresére emelkedett 1990 és 2003 között.

## Tandíj Magyarországon
1995-ben, a Bokros-csomag intézkedéseivel együtt vezették be. 2008-tól minden egyetem és főiskola fejlesztési részhozzájárulást (FER), köznyelvben tandíjat szedett a hallgatóitól. Ez alapképzésben a tényleges költségeknek 10%-a (évi 105 ezer), mesterképzésben 15%-a (150 ezer Ft) – a felsőoktatási intézmények azonban kérhetnek ennél ötven százalékkal többet vagy kevesebbet is. Csak a második évtől kérhettek pénzt a hallgatóktól, ugyanis a fizetendő összeg az első év tanulmányi eredményétől függően változhatott – a legjobban teljesítő 15 százalék tandíjmentességet kap, ők még tanulmányi ösztöndíjban is részesülhetnek.
A tandíj alól mentesülő diákok százalékos mennyiségét kezdetben az egyetemek maguk dönthették el (például az ELTE először 0%-ban, majd a diákok általános felháborodásának hatására végül 5%-ban állapította meg a FER alól mentesülő hallgatók mennyiségét) Ezt a részt később, a diákok ellenállását látva módosították, így az egyetemeknek, főiskoláknak kötelező lett felmentenie a FER megfizetése alól a legjobban teljesítő 15%-ot.
A hátrányos helyzetű tanulók, továbbá a gyermekgondozáson lévő kismamák ezután is felmentésben részesültek bármiféle tandíj megfizetése alól. Később ezt is eltörölték.
A tandíj teljes összege többletforrásként a felsőoktatási intézménynél maradt, aminek az adott intézmény 30-50%-át köteles tanulmányi ösztöndíjra, a fennmaradó pénzt pedig a fenntartásra, fejlesztésre kellett fordítania, vagyis ezek az összegek pluszforrásként a felsőoktatásban maradtak, ugyanis az állami támogatás összege nem csökkent.
Magyarországon az állami képzés tandíját 2008. március 9-én népszavazással törölték el.

## Külföldön
Az adatok felsőfokú oktatásra, nappali tagozatos intézményekre vonatkoznak.

### Tandíjmentes országok
- Németország(kivéve Baden-Württemberg)
- Dánia (néhány szakon van)
- Írország
- Kuba
- Lengyelország
- Finnország
- Svédország
- Venezuela
- Észtország
- Görögország
- Ausztria
- Magyarország

### Országok, ahol általános tandíj van
- Ausztrália
- Izrael
- Svájc
- Egyesült Királyság
- Amerikai Egyesült Államok
- Olaszország
- Spanyolország